# Sestao
Sestao é um município da Espanha na província da Biscaia, comunidade autónoma do País Basco. Faz parte da comarca de Grande Bilbau e tem 3,49 km² de área.[carece de fontes?] Em 2021 tinha 27 342 habitantes (densidade: 7 834,4 hab./km²).